# Hán Đà
Hán Đà là một xã thuộc huyện Yên Bình, tỉnh Yên Bái, Việt Nam.

## Địa lý
Xã Hán Đà nằm ở phía nam huyện Yên Bình, có vị trí địa lý:
- Phía đông giáp tỉnh Phú Thọ và tỉnh Tuyên Quang
- Phía tây giáp xã Thịnh Hưng
- Phía nam giáp xã Đại Minh
- Phía bắc giáp thị trấn Thác Bà.

Xã Hán Đà có diện tích 22,37 km², dân số năm 2019 là 4.037 người, mật độ dân số đạt 181 người/km².

## Lịch sử
Trước đây, Hán Đà là một xã thuộc huyện Đoan Hùng tỉnh Phú Thọ.
Ngày 16 tháng 2 năm 1967, sáp nhập xã Hán Đà thuộc huyện Đoan Hùng, tỉnh Phú Thọ về huyện Yên Bình, tỉnh Yên Bái quản lý.